# Míčov-Sušice
Míčov-Sušice – gmina w Czechach, w powiecie Chrudim, w kraju pardubickim. Według danych z dnia 1 stycznia 2013 liczyła 279 mieszkańców.